# Draw the Line (David Gray)
Draw the Line è l'ottavo album discografico in studio del cantautore inglese David Gray, pubblicato nel 2009.

## Tracce
1. Fugitive – 3:43
2. Draw the Line – 4:23
3. Nemesis – 5:26
4. Jackdaw – 3:54
5. Kathleen (feat. Jolie Holland) – 3:49
6. First Chance – 6:00
7. Harder – 3:51
8. Transformation – 3:23
9. Stella the Artist – 3:37
10. Breathe – 4:39
11. Full Steam (feat. Annie Lennox) – 4:12